# Adrianus Marcus
Adrianus Marcus (Nijkerk, 1 maart 1806 - aldaar, 25 november 1888) was burgemeester van de Nederlandse gemeente Nijkerk. 
Adrianus Marcus was zoon van de Joodse tabaksplanter Jacob Marcus en Elisabeth Jacobs. Vader Jacob was tevens gemeenteraadslid en wethouder van Nijkerk. In 1821 ging het gezin Marcus over tot het christendom. De familie Marcus telde rijke koopmannen en grootgrondbezitters en woonde al sinds het begin van de negentiende eeuw in het voorname Huize Voërst. Ook de latere Nijkerkse burgemeesters J.R. Krudop en G.C. van Reenen zouden als burgemeester in Huize Voërst gaan wonen.  
Adrianus trouwde in 1854 met de zestien jaar jongere Susanna Maria Huberta Wijnen. In 1849 volgde hij E.G. Ardesch op als burgemeester van Nijkerk. Als burgemeester zette Adrianus zich in voor het verbeteren van de wegen van Nijkerk. Zo was hij commissaris van de Zuiderzeestraatweg en tevens voorzitter van de commissie voor aanleg van een grindweg tussen Nijkerk en Barneveld. In zijn ambtsperiode als burgemeester werd de spoorlijn naar Utrecht en Zwolle (Centraalspoorweg) in gebruik genomen. 
Adrianus Marcus bleef tot 1866 burgemeester van Nijkerk en werd 82 jaar oud.